# Altar del Cristo de la Agonía
El altar del Cristo de la Agonía (también conocido como Cristo de los Lozoya o Cristo de la Marquesa de Lozoya) es un altar cerámico situado en el interior de la catedral de Segovia.

## Historia
En 1896, el Cristo de la Agonía, talla del siglo XVII, pasa a ser propiedad de la catedral de Segovia, como legado póstumo de María de la Asunción de Mascaró y Hierro, marquesa viuda de Lozoya. El Cristo de la Agonía había sido obra del escultor barroco Manuel Pereira bajo encargo de Luis de Aguilar, regidor de Segovia. En 1898 se encargó a Daniel Zuloaga, importante ceramista afincado en Segovia, un retablo en cerámica para dignificar la talla. El encargo tuvo un coste de 10.000 pesetas.

## Descripción

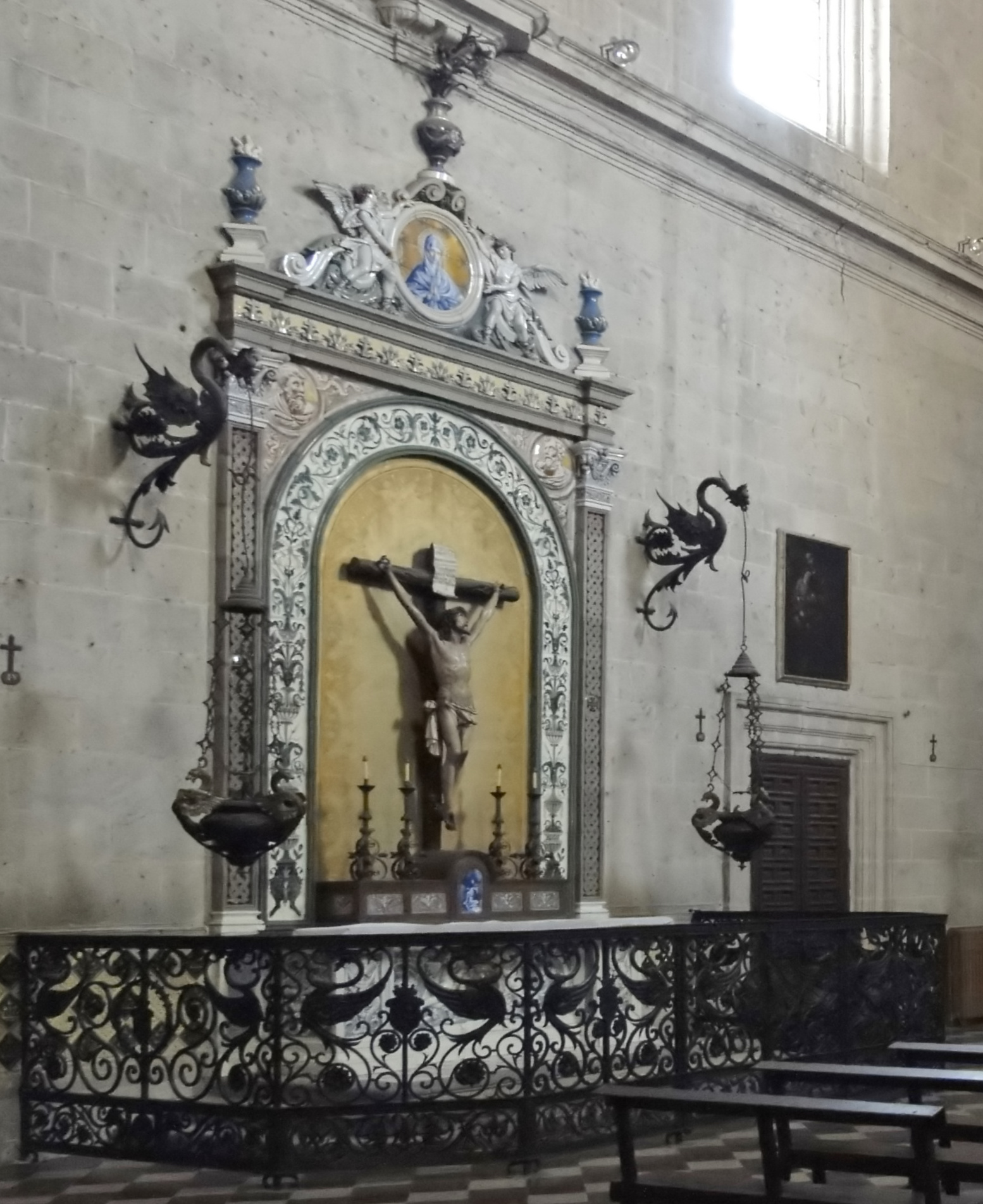
Vista general del altar desde la entrada de la capilla del Sacramento.

El altar se encuentra situado en el muro sur de la capilla homónima, parte de una estructura mayor, la capilla del Sagrario de la catedral de Segovia.
El altar esta pegado a la pared. Cuenta con una decoración cerámica en blanco y azul en forma de grutescos, en la parte central, dos putti sostienen las armas de los marqueses de Lozoya y de José Proceso Pozuelo y Herrero, obispo de Segovia. En el banco del altar se encuentra diseñado en cerámica: la puerta del Sagrario, representa la Piedad en tonos azules y blancos.
Sobre el altar se dispone un retablo cerámico que encuadra el Cristo. El retablo tiene forma de arco triunfal con sendas pilastras similares al orden corintio. Sobre el arco y a modo de frontón dos ángeles sostienen un tondo que representa a la Virgen María con las manos en posición de oración. 
Se realizó con pastas coloreadas y doradas al fuego. La pasta se componía de caolín de Torrijos y cuarzos y feldespatos de toda España. El altar se completa con una reja baja de hierro que rodea el perímetro realizada por el herrero Ángel Pulido según diseño del propio Zuloaga. Así mismo, a ambos lados del altar se encuentran dos lámparas votivas de hierro, en forma de grifos, también de acuerdo con los dibujos de Zuloaga. El estilo de los elementos realizados en hierro es de inspiración plateresca.

### Individuales
1. ↑  «Cristo de la Marquesa de Lozoya. Catedral. Segovia. 1910 / 1915 aproximadamente. Tarjeta Postal. Ca». todocoleccion.net. Consultado el 5 de noviembre de 2020.
2. ↑  Blanco, Vicente Benítez (2019). «Tres maestros escultores en la Catedral de Segovia: Juan de Juni, Gregorio Fernández y Manuel Pereira». El Mundo de las Catedrales (España e Hispanoamérica), 2019, ISBN 978-84-09-14193-7, págs. 553-572 (Instituto Escurialense de Investigaciones Históricas y Artísticas): 553-572. ISBN 978-84-09-14193-7. Consultado el 5 de noviembre de 2020.
3. ↑  Rubio Celada, Abraham (2004). «D. Juan. D. 2. Pensión de Juan en Francia». De la tradición a la modernidad: los Zuloaga ceramistas. Madrid: Memoria para optar al grado de doctor (Universidad Complutense de Madrid). p. 157. ISBN 84-669-2579-1. Consultado el 5 de noviembre de 2020.
4. ↑  Rubio Celada, Abraham (2004). «D. Juan. D. 2. Pensión de Juan en Francia». De la tradición a la modernidad: los Zuloaga ceramistas. Madrid: Memoria para optar al grado de doctor (Universidad Complutense de Madrid). pp. 71-72. ISBN 84-669-2579-1. Consultado el 5 de noviembre de 2020.
5. 1 2  Farfán, Lourdes María Morales. «Catedral de Segovia (y III): la Nave de la Epístola y el Claustro». www.unaventanadesdemadrid.com. Consultado el 5 de noviembre de 2020.
6. ↑  RUBIO CELADA, Abraham (2004). «B. Escritos de Juan Zuloaga. B. 2. Notas. La cerámica artística de los Hijos de Daniel Zuloaga». De la tradición a la modernidad: los Zuloaga ceramistas. Madrid: Memoria para optar al grado de doctor (Universidad Complutense de Madrid). p. 123. ISBN 84-669-2579-1. Consultado el 5 de noviembre de 2020.
7. ↑  Bartolomé Herrero, Bonifacio; García de Pablos, Mauro; Martín Sánchez, Francisco Javier (2014). «4. La rejería religiosa: el conjunto de la catedral. 26. Reja de la capilla del Cristo de la Agonía (1898)». Rejas de Segovia. Real Academia de Historia y Arte de San Quirce. pp. 109-110. Archivado desde el original el 28 de diciembre de 2021. Consultado el 28 de diciembre de 2021.
8. ↑  Cabello y Dodero, F. Javier (1928). «24. La Catedral». La provincia de Segovia. Notas para una guia arqueológica y artística. Segovia: Libreria y Casa Editorial Hernando. pp. 186-187.
9. ↑  Gila y Fidalgo, Félix (1906). Guía y plano de Segovia. Segovia. pp. 107-108. Wikidata Q116992975.